# Birgitta Fahlbeck
Ellen Birgitta Alice Fahlbeck Glans, född 13 september 1936 i Stockholm, är en svensk bild och textilkonstnär. 

## Biografi
Fahlbeck bedrev teknik och konststudier vid Skånska Målarskolan i Malmö och textilstudier vid Malmö stads yrkesskola, samt vid Leksands yrkesskola. Separat ställde hon ut på Galerie Petersen, Galerie Mini i Stockholm, Galerie Aspect i Göteborg samt på Dalarnas museum i Falun och hon har medverkat i ett flertal samlingsutställningar bland annat i Leksand, Rättvik, Falun, Lund, Linköping och Göteborg. Bland hennes offentliga arbeten märks en textilutsmyckning för Säters sjukhus.
Fahlbeck är representerad vid Dalarnas museum och Kopparbergs läns landsting.

### Familj
Birgitta Fahlbeck var gift med Fredrik Glans (1910–2001). Hon är dotter till professor Erik Fahlbeck och Gertrud Silfverstolpe och syster till Reinhold Fahlbeck. 